# Chueca (Madrid)

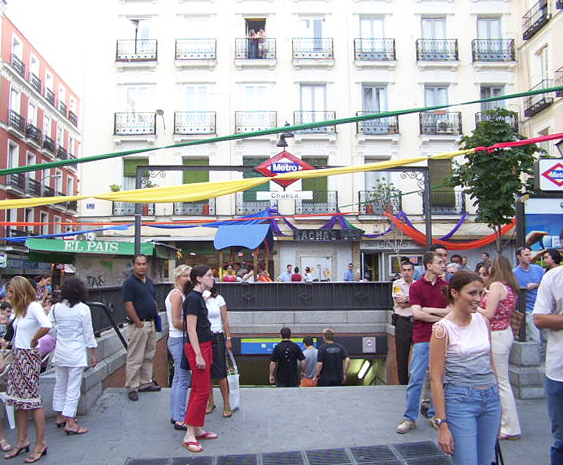
Stazione metropolitana Chueca

Chueca è un quartiere centrale della città di Madrid, il nome proviene da Federico Chueca (1846–1908), compositore di zarzuela. È situato appena al nord della città vecchia ed è centrato intorno alla Plaza de Chueca, con la stazione metropolitana "Chueca". Il quartiere è molto vivibile, con molte strade con caffetterie e boutique; Lonely Planet descrive il quartiere come «un modo stravagante gay, giovane, e sempre inclusivo incurante del tuo orientamento sessuale».

## LGBT

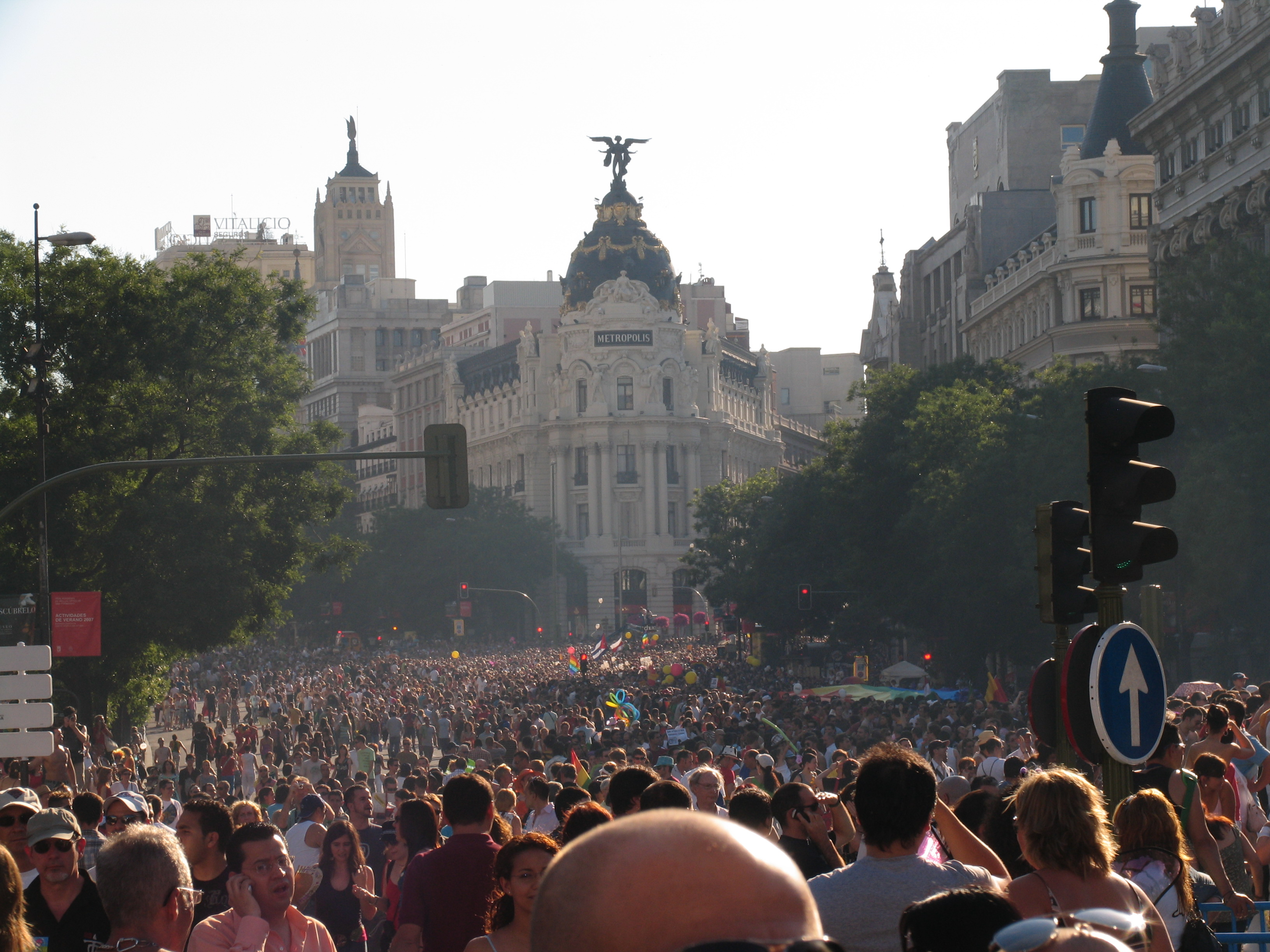
Europride del 2007

Il quartiere è diventato una zona popolare per la comunità gay di Madrid, con molti negozi LGBT o LGBT friendly. Da quando Madrid ospitò l'Europride nel 2007, la marcia del gay pride si è evoluta nel festival gay più grande al mondo. Durante i 5 giorni dall'inizio dell'estate, Chueca è molto attrattivo, con centinaia di bar all'aperto. Nel 2012 più di 300.000 stranieri si recarono a Madrid per le feste LGBT, dove molti dei quali visitarono il quartiere di Chueca.